# Kereskényi András
Kereskényi András (alsó- és felső-kereskényi) (1620 körül – 1708) Liptó vármegyei alispán, követ.

## Családja
1620 körül született tekintélyes nemesi családba. A Kereskényi család Nyitra vármegye egyik legősibb családja, amely már a XIII. században előkelő szerepet játszott. Apja, Kereskényi György (megh. 1629) csejtei várnagy, anyja mihajloveczi Bocskay Katalin volt. Korán elhunyt apjától jelentékeny birtokokat örökölt több vármegyében, nevezetesen a Nyitra vármegyei ősi adományos birtokokat, Turóc vármegyében a tót-prónai uradalmat, valamint Liptó vármegyében az édesanyja öröksége révén is jelentős birtokokhoz jut. A család nemes-lubellai udvarházában él. 1646-ban vette feleségül az ősi és jelentős liptó vármegyei családból származó kubinyi és deménfalvi Kubinyi Annát, Kubinyi Ferenc országgyűlési követ és ivachnóflavi Rády Magdolna leányát.
Unokájuk volt Kereskényi László kuruc ezredes.

## Pályája
Jelentős birtokszerző volt, gyakran erőszakos eszközökkel. Már 1647-ben panaszt tett ellene Palugyay Ferenc a körmösházi birtokai elfoglalása miatt Liptó vármegye közgyűlése előtt. 1650-ben Pongrácz András tiltakozott ellene dubravai jobbágyai kifosztása ügyében, amely során 540Ft megfizetésére kötelezik. 1651-ben Fejérpataky Márton kelecsényi kúriájára támadt. Az 1650-es évek elejétől az Illésházyak hatalmas likavai váruradalmának a prefektusa. Mint ilyen kezdetektől aktív részese volt Liptó vármegye közéletének. 1657-től Liptó vármegye táblabírája. 1660-ban a vármegye alispánjává választották. Ismert volt a Habsburg ellenes nézeteiről. Zrínyi Miklós belső köreihez tartozott. Az 1662-es országgyűlésen volt Liptó vármegye országgyűlési követe Kubinyi Menyhérttel együtt. Itt az evangélikusok érdekeit képviselték. A személynökkel folytatott magánbeszélgetése alkalmával is ezen érdekeknek adott hangot. 1670-es években a németlipcsei evangélikus egyház gondnoka. Továbbra is Liptó vármegye egyik tekintélyes táblabírája. 
Magas életkort élt meg, 1708-ban halt meg Németlipcsén.

## Emlékezete
Thury Lajos Az új vár című Zrínyi Miklós költő életét feldolgozó drámájában szerepelteti személyét, amit Várkonyi Zoltán alakított.